# Faro di Anvil Point
Il faro di Anvil Point (Anvil Point lighthouse, in inglese) si trova nella Contea del Dorset, in Inghilterra, all'interno del parco agricolo e riserva naturale di Durlston. È situato sulla falesia che si affaccia sul canale della Manica, circa due chilometri Sud di Swanage.
Il faro è un punto di riferimento per le navi che impiegano stretto; inoltre indica una rotta libera per le imbarcazioni provenienti da Portland Bill. La gestione è affidata a Trinity House, l'autorità britannica per i fari.

## Storia
Il faro è stato ultimato nel 1881 e inaugurato dall'allora ministro dei trasporti britannico Joseph Chamberlain, padre di Neville Chamberlain, Primo Ministro del Regno Unito dal 1937 al 1940. Inizialmente la sua luce era generata da un bruciatore a vapori di paraffina (in inglese paraffin vapour burner, abbreviato PVB). Nel 1960 il faro è stato elettrificato e nel 1981 venne sostituito il segnale da nebbia. Il 3 maggio del 1991 il faro è stato automatizzato e collegato al centro operativo di Trinity House ad Harwich da cui viene costantemente monitorato.

## Struttura
La torre, alta 12 metri,  è costruita in pietra locale.
La luce è prodotta da una lampada a filamento che attraverso l'ottica rotante produce un fascio dell'intensità di 500.000 candele.